# Metasphenisca parilis
Metasphenisca parilis är en tvåvingeart som beskrevs av Munro 1947. Metasphenisca parilis ingår i släktet Metasphenisca och familjen borrflugor. Inga underarter finns listade i Catalogue of Life.